# Nusatidia
Nusatidia is een geslacht van spinnen uit de  familie van de Clubionidae (struikzakspinnen).

## Soorten
- Nusatidia aeria (Simon, 1897)
- Nusatidia bimaculata (Simon, 1897)
- Nusatidia borneensis Deeleman-Reinhold, 2001
- Nusatidia camouflata Deeleman-Reinhold, 2001
- Nusatidia javana (Simon, 1897)
- Nusatidia luzonica (Simon, 1897)
- Nusatidia manipisea (Barrion & Litsinger, 1995)
- Nusatidia melanobursa Deeleman-Reinhold, 2001
- Nusatidia rama Deeleman-Reinhold, 2001
- Nusatidia snazelli Deeleman-Reinhold, 2001